# New York Renaissance
Die New York Renaissance Big Five, kurz New York Renaissance, New York Rens oder Rennies und in Anlehnung an den Heimspielort selten auch Harlem Renaissance Big Five waren das dominierende Basketball-Team der Zwanziger, Dreißiger und frühen Vierziger Jahre. Sie waren eines der Teams der Black Fives-Ära, die in der ersten Hälfte des 20. Jahrhunderts ausschließlich aus schwarzen Spielern bestanden. Die Rens wurden 1923 von Bob Douglas gegründet und bestanden bis 1949. Das Team errang in seiner Geschichte über 2500 Siege und wurde 1963 in die Naismith Memorial Basketball Hall of Fame aufgenommen.

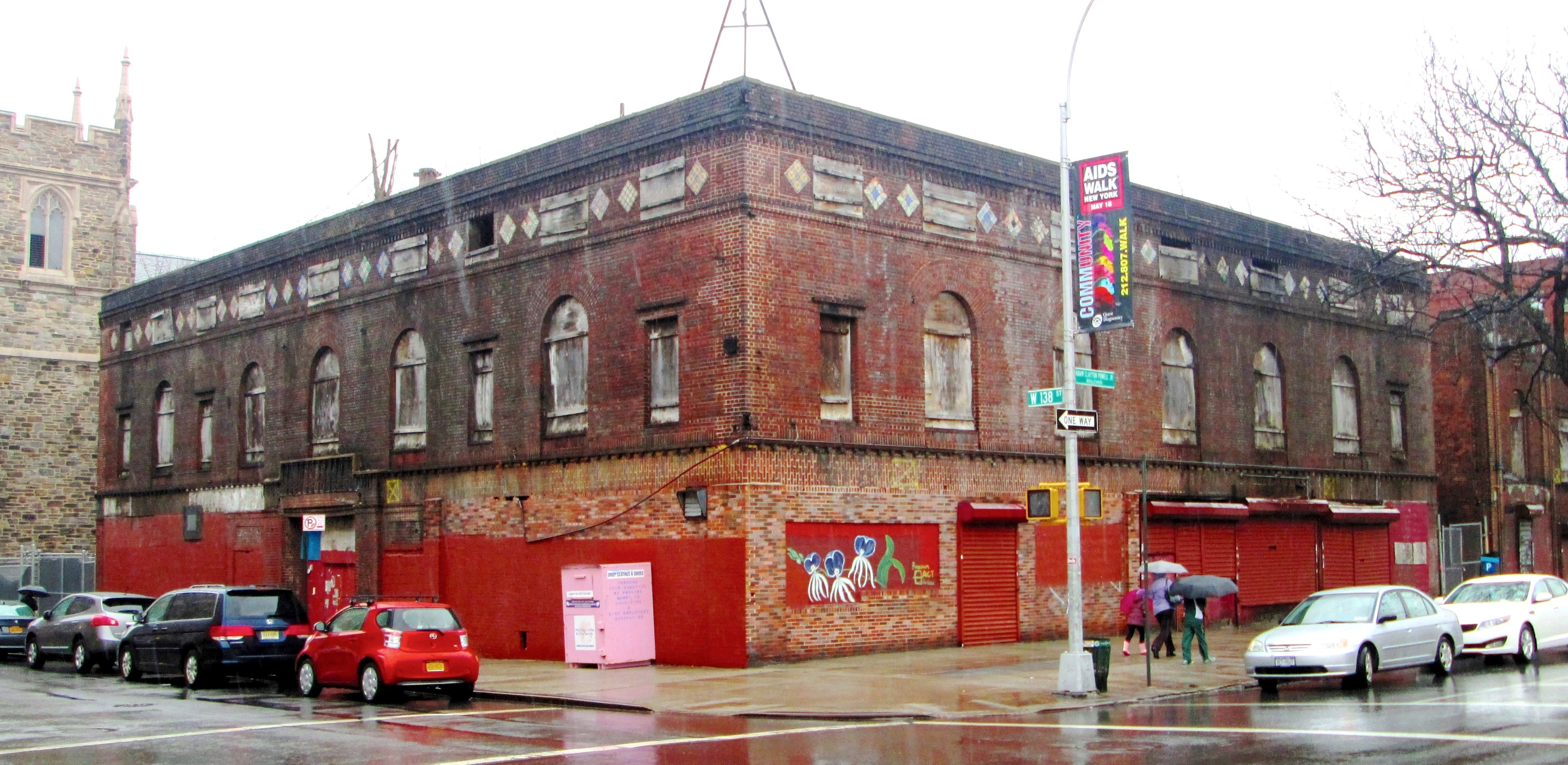
Der Harlem Renaissance Ballroom im Jahre 2014, ein Jahr vor seinem Abriss.

## Geschichte
Robert Douglas entschied sich auch unter dem Eindruck der 1922 von den weißen McMahon-Brüdern gegründeten schwarzen Commonwealth Big Five das Basketballteam der Spartan Braves vollständig zu professionalisieren und mit Saisonverträgen auszustatten. Bereits im Frühjahr 1923 muss es zu Verhandlungen zwischen Douglas und den Besitzern des neu erbauten Renaissance Ballrooms, ein aus der vierten Staffel der TV-Serie Boardwalk Empire bekanntes (dort aber nicht gezeigtes) an der Ecke 7th Avenue und 138th Street gelegenes Tanzlokal und Casino im New Yorker Stadtteil Harlem, gekommen sein. Als Gegenleistung für Spiel- und Trainingsräumlichkeiten nahm er den Namen New York Renaissance an. Unterstützung beim Aufbau seines Teams erhielt er durch einen weiteren westindischen Einwanderer, Romeo Dougherty von der Wochenzeitung New York Amsterdam News. Die schwarze Presse nahm die Rens schnell unter ihre Fittiche. Während beispielsweise Cumberland Poseys sportliche Professionalisierung vom Pittsburgh Courier als unedel kritisiert worden war, wurde Bob Douglas in Harlem für seine sportlichen Errungenschaften und seine Solvenz bewundert. Diese Bewunderung war ihm bald eine Mission und er verstand seine New York Rens als Botschafter der „schwarzen Sache“. Als Resultat waren die Rens extrem diszipliniert bis beinahe lustfeindlich im Gegensatz zu den Chicagoer Harlem Globetrotters, deren Talent Douglas bewunderte, während er ihr Clowning jedoch verachtete.
Douglas erstes Team, das am 3. November 1923 gegen die weißen Collegiate Five im Ballroom spielte, bestand aus Zack Anderson, Hy Monte, Harold Jenkins und den drei Spartan Braves Leon Monde, Hilton „Kid“ Slocum und Frank „Strangler“ Forbes. Anfang 1924 setzte es zunächst zwei Niederlagen gegen die Commonwealth Big Five, deren James „Pappy“ Ricks 1924 verpflichtet wurde wie nach der Auflösung des Teams George Fiall und der langjährige Captain der Rens, Clarence „Fats“ Jenkins in der Saison 1925/26.
Die gleichsam legendäre Freundschaft wie Rivalität mit den New York Celtics nahm ihren Anfang zu Beginn des Jahres 1925. Im Verlauf eines Jahres kam es bis Februar 1926 zu sieben Spielen bei insgesamt zwei Siegen der Rens. Bis 1944 spielten die Rens 156 Spiele gegen die Original Celtics und bis zuletzt gab es Prämien für Siege. Douglas suchte zur Erbauung der Fans immer harte Konkurrenz für seine Renaissance Five.
Das Team hatte sich bald mit ihrem überlegenen Passspiel und ihren Fast Breaks etabliert. In den ersten sechs Jahren ihres Bestehens kamen die Rens auf eine Bilanz von 465—95 Siegen. Die Rens besiegten regelmäßig ABL-Teams und ab und zu sogar die Celtics oder die Philadelphia SPHAs. Deshalb brachen sie Anfang 1929 mit dem American Tennis Association-Meister (des afrikanisch-amerikanischen Tennisverbandes) von 1926, Eyre Saitch, in den Mittleren Westen auf. Dort besiegten sie sowohl die beiden Ex-Rens George Fiall und Specks Moton mit den Savoy Five (die späteren Harlem Globetrotters) als auch die Cleveland Elks, unterlagen aber gegen die weißen ABL-Teams der Fort Wayne Hoosiers und der Chicago Bruins.

### Die Rens während der Depression
Die Renaissance Five begannen ihre Saison traditionell mit einem Heimspiel am Election Day. Im Verlauf der Saison waren außerdem Heimspiele zu Thanksgiving und Weihnachten traditionelle Höhepunkte. 1929 wurde der Renaissance Ballroom aber für 10.000 Dollar renoviert und die Rens gingen im Zuge der Weltwirtschaftskrise auf Tour. Erst 1932 kehrte das Team an seine Heimstatt zurück für ein Benefizspiel gegen die Celtics zu Gunsten der Harlem Boy Scouts. Musikalisch wurde der Abend von Cab Calloway und Orchester bestritten. Zunächst musste aber 1929 eine einstweilige Verfügung der New York Celtics abgewiesen werden. Drei oder vier Rens hatten trotz gültiger Verträge mit Bob Douglas bei den Celtics unterschrieben. Ohne einen geregelten Spielbetrieb und eine Transfer- und Spielberechtigungsaufsicht durch Ligen blieben afrikanisch-amerikanische Basketballspieler Honorarkräfte, die sich für die bestmöglichen Löhne zu verdingen suchten. John Holt ersetzte 1931 Harold Mayers.
Im Januar 1933 wurde Douglas Manager des Renaissance Ballrooms und blieb fortan zu Hause. Eric Illidge übernahm seine Rolle als Manager vor Ort und Fats Jenkins wurde Spielercoach. Beide saßen im Blue Goose, dem zehnsitzigen Bus der Rens, meist vorne. Als größter Spieler verteidigte Tarzan Cooper den Sitz direkt neben der Tür vehement. Zwei Monate später, im März 1933, endete eine Serie von 88 Siegen in 86 Tagen gegen die Celtics in Philadelphia. Zwischen 1932 und 1936 bestanden die Rens zumeist aus Fats Jenkins, Eyre Saitch, Pappy Ricks, Tarzan Cooper, Johnny Holt, Bill Yancey und Wee Willie Smith. 1935/36 ersetzte Jackie Bethards Pappy Ricks.
1935 ging es erstmals in den tiefen Süden für die Rens. Ihre Südstaaten-Tournee führte sie über Tennessee, Georgia, Alabama, Mississippi bis nach New Orleans und war sehr erfolgreich. Die Rens zogen auch viele weiße Fans an, das Publikum blieb aber getrennt. Sehr schwierig war auch die Verpflegung. Die Rens aßen in den Mensen schwarzer Colleges, privat oder in Farbigen-YMCAs.
Ähnlich war es 1936 im Mittleren Westen vor bis zu 5000 oder 7500 Zuschauern. Indiana und der Süden von Illinois waren Nordstaaten mit De iure-Rassentrennung. Wenn es keine Farbigenviertel gab, blieb den Rens nichts anderes übrig, als Dauergebäck und Konserven zu kaufen und sich Sandwiches zu schmieren. In Indiana schlugen sie deswegen ihr Lager in Indianapolis auf und fuhren von dort aus sternförmig zu ihren Auftritten. In der Regel zu einem Spiel täglich, sonntags zweien, was normalerweise zu Niederlagen am Montag führte. 1937 kam es zu einem bemerkenswerten Spiel gegen die Celtics in Louisville, KY, denn gegen ein lokales weißes Team hätten die Rens auf Grund der Rassentrennung wahrscheinlich nicht spielen können. Überhaupt mussten sie sich im Süden an das N-Wort gewöhnen oder daran, dass das Wort „Colored“ (= farbig) rückwärts buchstabiert wurde.
1936 wurde der Renaissance Ballroom für 15.000 Dollar renoviert. Wegen der schwachen Wirtschaft gingen die Rens erneut von 1936 bis 1939 ohne Heimspiele auf Tour und waren ein beliebter Gast. In der Saison 1936/37 wurden Zack Clayton und John Isaacs verpflichtet. Im nächsten Jahr Louis Badger und Al „Big Train“ Johnson. In der Saison 1938/39 schloss sich Badger den Harlem Yankees an, außerdem verloren die Rens John Holt an den Polizeidienst und Jackie Bethards. Dafür wurden Puggy Bell und William „Pop“ Gates verpflichtet.

### World Professional Basketball Tournament
Vom 26. bis zum 28. März 1939 richtete der Chicago Herald American das erste World Professional Basketball Tournament aus, und die Promoter Harry Hannin und Harry Wilson luden die New York Rens mit elf weiteren Teams nach Chicago ein. Im Mittleren Westen erwartete man voller Spannung ein Kräftemessen zwischen New York Renaissance und Harlem Globetrotters, und im Halbfinale war es soweit: Die Rens siegten nach zahlreichen ergebnislosen Herausforderungen des Chicagoer Teams 27—23 vor dem angereisten Bob Douglas. Im Finale bezwangen die Rens den amtierenden National-Basketball-League-Meister der Oshkosh All-Stars mit 34—25. Beim anschließenden Bankett feierten Douglas und die Rens eine Bilanz von insgesamt 1583—239 Siegen in den sechzehn Jahren ihres Bestehens und Puggy Bells Wahl zum Turnier-MVP.
Nach der Saison trat Fats Jenkins in den Ruhestand und Eyre Saitch wurde zum Captain ernannt. Es gab eine erneute Südstaaten-Tournee und im Spiel gegen die Heurich Brewers in Washington D.C. berichtete die schwarze Presse von einem vollständig integriertem Publikum ohne segregierte Tribünen. Beim World Professional Basketball Tournament unterlagen die Rens im Viertelfinale dem späteren Turniersieger der Harlem Globetrotters, den sie im Finale von der Seitenlinie aus anfeuerten.
1940/41 verpflichteten die Rens die ehemaligen Starathleten der Syracuse University Wilmeth Sidat-Singh und der Long Island University William „Dolly“ King, sowie Charlie Isles von den Detroit Big Five neben Saitch, Cooper, Smith, Gates und Bell. Im World Professional Basketball Tournament schieden die Rens im Halbfinale gegen den späteren Turniersieger der Detroit Eagles aus, die vom ehemaligen Celtics-Pivot Dutch Dehnert gecoacht wurden.
In der Saison 1941/42 verzichtete Bob Douglas, dessen Wort so gut wie ein Vertrag war, wegen des Krieges und möglicher Einberufungen auf Verträge mit seinen Spielern. Sidat-Singh schloss sich dem afrikanisch-amerikanischen Heeresflieger-Korps der Tuskegee Airmen an und Tarzan Cooper arbeitete in einem Umschlaghafen in Philadelphia, bevor er für Grumman Aircraft auf Long Island zu arbeiten begann wie Johnny Isaacs, Dolly King und Pop Gates. Sie wurden vertreten von den Globetrotters Hillery Brown, Sonny Boswell und Duke Cumberland, sowie dem Newcomer Sonny Wood. Im Dezember verbot die Colored Intercollegiate Athletic Association (CIAA, ab 1950 Central Intercollegiate Athletic Association), die viele Historisch afroamerikanische Hochschulen in den Südstaaten vertrat, gegen professionelle Teams anzutreten. Die Rens mussten fortan auf Gastspielreisen in den Süden verzichten.
1942 berichteten Randy Dixon vom Pittsburgh Courier und Al White von der Associated Negro Press über „Basketball Inc.“ So wurden Tarzan Cooper, Johnny Isaacs, William „Pop“ Gates, Dolly King, Bricktop Wright und Wilmeth Sidat-Singh genannt, die für bis zu sechs schwarze Profiteams der Ostküste aufliefen, wie die Rens, die Mets, die Toppers, die Harlem Yankees, die Paterson Crescents und die Washington Bears. Ein Topspieler wie Jenkins konnte bis zu 1500 Dollar pro Saison verdienen, üblich waren bei Rens und Globetrotters zwischen 150 und 250 Dollar im Monat. Die Rens zahlten außerdem 50-Dollar-Prämien für Siege gegen die Celtics. Für dieses Einkommen mussten die Spieler aber auch bis zu einhundert Spiele pro Jahr absolvieren. Da war die Bezahlung der Lichtman Bears natürlich äußerst verlockend: 500 Dollar plus Bonus für 23 Spiele an Sonntagen. Al White erklärte, dass die immer gleichen Free-Agents sich zwar für alle Teams verdingten, aber immer die Bears-Spiele als erstes buchten. Und jene, die für Grumman Aircraft arbeiteten, spielten natürlich obendrein noch im integrierten Werksteam der Long Island Grumman Flyers bzw. der Long Island Grumman Hellcats.
Die geplante Tour durch den Mittleren Westen musste Douglas absagen, da die Grumman-Spieler ihre Jobs in der Landesverteidigung nicht verlassen konnten. Für sie wurden Tom Sealey und John Williams verpflichtet. Fest eingeplant war aber das World Professional Basketball Tournament in Chicago. Lediglich ein Spieler, Sonny Wood, hatte Douglas je um Erlaubnis gebeten, für die Bears spielen zu dürfen. Die Washington Bears waren ebenfalls für das Turnier gemeldet und es zeichnete sich ab, dass die Spieler lediglich für die Bears auflaufen wollten. Bears und Rens waren jedoch das exakt gleiche Team und Douglas zog die Anmeldung der New York Renaissance zurück. Er glaubte, Hannin und Wilson hätten Washington ermutigt, sein Team zu „stehlen“, denn ein Team mit einer Perfekten Saison besitzt immerhin ein gewisses Rennommé. Douglas machte aber in der Folge seinen Einfluss geltend und in den Folgejahren traten die Spieler beim Turnier ausschließlich für die New York Renaissance an. Das Turnier wurde 1943 jedenfalls mit den Spielern Gates, Bell, Wood, King, Isles, Cooper, Clayton und Isaacs mit 43—31 gegen die im Vorjahr triumphanten Erzrivalen der Oshkosh All-Stars gewonnen.
Wegen der kriegsbedingten Benzinrationierungen buchte Douglas lediglich Spiele im nahen Umkreis von New York City und etablierte Sonntagsspiele, zu denen er Soldaten auf Ausgang zu ziehen hoffte. Er verpflichtete 1943/44 jenen Hank DeZonie, der 1950 nach fünf NBA-Spielen bei den Tri-Cities Blackhawks aus Ekel über den Rassismus abseits des Basketballfeldes kündigte. Im März zog es die Rens in den Mittleren Westen zum Cleveland Invitational Tournament, das 1944 zum dritten Mal in Folge gewonnen wurde und zum World Professional Basketball Tournament, in dem sie gegen die Fort Wayne Zollner Pistons im Halbfinale und gegen die Globetrotters im Spiel um den dritten Platz unterlagen.
1945 verloren sie im Finale von Cleveland gegen die Detroit Mansfields und im World Professional Basketball Tournament erneut gegen die Fort Wayne Zollner Pistons im Halbfinale und gegen die Chicago Gears im Spiel um den dritten Platz.

### Die Rens in der Nachkriegszeit
Neue Spieler waren 1945/46 Benny Garrett und Lenny Pearson. Beim World Professional Basketball Tournament stellten die New York Rens mit 82—39 gegen Toledo in der ersten Runde einen Punkterekord des Turniers auf, verloren aber wie 1942 im Viertelfinale gegen die Oshkosh All-Stars mit 44—50. Dem Team gehörten King, Bell, Isles, Younger, DeZonie, Wood, Gates und Cumberland an und einige Spieler waren in der vorhergehenden Nacht bis 4 Uhr morgens im El Grotto Nightclub beim Feiern gesehen worden.
In der nächsten Saison wurden Dolly King und Pop Gates von zwei National Basketball League-Teams, den Rochester Royals und den Buffalo Bisons unter Vertrag genommen. Douglas wollte weder seinen Stars noch der Integration Steine in den Weg legen und gab deshalb seinen Segen, denn Dolly King konnte in Rochester 7.000 Dollar verdienen und obendrein einen 2.000 Dollar Bonus einstreichen. Gates bekam 1.000 Dollar pro Monat während der Saison, 3 Dollar am Tag Essensgeld und 5 Dollar pro Tag im Trainingslager. Für King und Gates verpflichtete er den späteren Bürgermeister von Atlantic City Jim Usry, Hillery Brown und Nathaniel „Sweetwater“ Clifton. Clifton hatte insgesamt vier Verträge unterzeichnet, der von Douglas war aber der gültige und so wurde eine einstweilige Verfügung von Saperstein abgewehrt. Im Dezember reisten die Rens für zwei Spiele gegen das Integrationsteam der Red Devils an die Westküste. Beide Teams erhofften sich NBL-Franchises an der Westküste und die Rens schoben die beiden Niederlagen auf die strapaziösen Flüge. Vier Monate später wurde Red Devil George Crowe und William „Rookie“ Brown von den Washington Bears unter Vertrag genommen für Bob Powell und Clifton. Beim World Professional Basketball Tournament schieden die Rens in der ersten Runde aus.
Die Basketball Association of America (BAA), die spätere National Basketball Association (NBA), beharrte im Gegensatz zur NBL und zur ABL jedoch auf ihrer Anti-Negro-Regel, nutzte aber gleichzeitig die Anziehungskraft von Teams wie den Rens und den Globetrotters für Doubleheader, denn während zu einem Spiel zwischen New York Rens und Eddie Gottliebs Philadelphia SPHAs 7000 Zuschauer fanden, konnten Gottliebs Philadelphia Warriors nur etwa 2000 Zuschauer ziehen. Douglas ließ sich dennoch instrumentalisieren, weil er sich langfristig eine Öffnung der BAA erhoffte. Der Gründer der New York Knickerbockers und Geschäftsführer des Madison Square Gardens Ned Irish verteidigte sein New Yorker Basketballmonopol gegen schwarze Teams wie die Rens oder die Manhattan Nationals, indem er Druck auf zahlreiche NBL-Teams ausübte, die Vereinbarungen mit der BAA getroffen hatten, um Spiele in New Yorker Spielstätten zu verhindern. Einem Double-Header mit den Rens gegen die SPHAs und den Knickerbockers gegen die Providence Steamrollers zu Beginn der Saison 1947/48 stimmte er dennoch zu. Zur selben Zeit hoffte Douglas auf ein BAA-Franchise für die New York Renaissance, doch die Mehrheit der Teambesitzer stimmte gegen ihn. Der ehemalige Celtics-Spieler Joe Lapchick machte seinen Verbleib in der BAA und als Coach der Knickerbockers von dieser Wahl in Philadelphia abhängig, wurde von Douglas aber besänftigt, da sich dieser langfristig Nutzen von Lapchick für die Integration versprach. Doch selbst als Nathaniel Clifton, Earl Lloyd, Chuck Cooper und Hank DeZonie (Harold Hunter hatte ebenfalls einen Vertrag unterzeichnet) die NBA integrieren sollten, blieb es bis in die 60er Jahre bei einer Quote für afrikanisch-amerikanische Spieler. Sportlich sahen die Rens eine Rückkehr von King und Gates sowie eine Niederlage im Finale des letzten World Professional Basketball Tournaments gegen das von George Mikan geführte NBL-Team der Minneapolis Lakers.
1948/49 leaste Eric Illidge die Rens von Douglas und Saperstein nahm Nathaniel Clifton für 10.000 Dollar unter Vertrag, aus dem er zwei Jahre später von Ned Irish herausgekauft werden sollte. Am 17. Dezember bot NBL-Präsident Ike Duffey den Rens an, das NBL-Franchise der mit 11.000 Dollar Schulden und bemitleidenswertem Zuschaueraufkommen aufgelösten Detroit Vagabond Kings zu übernehmen, die im selben Jahr noch mit sechs Punkten Unterschied gegen die Rens verloren hatten. Allerdings mussten sie sich zu einem Umzug nach Dayton, Ohio bereiterklären und Tabellenplatz wie Punktestand (2—17) der durch sie ersetzten Detroit Vagabond Kings übernehmen. Am Ende standen 16—43 Siege zu Buche. Da die New York Rens parallel weiterspielten, hatten die Dayton Rens Herb Beasley und John Brown unter Vertrag genommen. Obwohl die NBL seit 1941 integriert war, fanden die Dayton Rens bis zuletzt keine Heimstatt und wurden auch nie vom Publikum angenommen. Zwei Monate nach Saisonende löste die NBL den Vertrag mit den letztplatzierten Dayton Rens auf. Bob Douglas warf das Handtuch und vermietete am 25. Mai 1949 die Rens an Abe Saperstein als Gegner zweier Globetrotters-Teams.
In der folgenden Saison fusionierten NBL und BAA zur NBA – ohne die New York Renaissance. Ein Jahr später wurde die NBA durch Earl Lloyd, Chuck Cooper, sowie New York Ren Nathaniel Clifton und Dayton Ren Hank DeZonie integriert. Obwohl Douglas noch bis zur Mitte der 1950er Jahre die Original Renaissance Five als Wandertruppe durch den Nordosten der USA schickte, endete damit das Zeitalter der Black Fives.
Der Fall der Rassenschranke, auf die Bob Douglas zeit seines Lebens hingearbeitet hatte, war letztlich auch für den Fall der New York Renaissance verantwortlich.

## Sonstiges
Der in Harlem geborene Kareem Abdul-Jabbar schrieb 2007 mit Raymond Obstfeld On the Shoulders of Giants. My Journey Through the Harlem Renaissance. Das Buch erzählt die Geschichte des Basketball-Teams und des inzwischen abgerissenen Harlem Renaissance Ballrooms. Kareem Abdul-Jabbar war auch Produzent des gleichnamigen Dokumentarfilms.

## Spieler

### Hall of Famers
Neben dem Team als Ganzem wurden bislang sechs Mitglieder der New York Renaissance als Individuen in die Naismith Memorial Basketball Hall of Fame aufgenommen.
- Robert „Smilin’ Bob“ Douglas, Gründer und Besitzer der New York Rens, mit der Klasse von 1972 als Förderer (Contributor).
- Charles „Tarzan“ Cooper mit der Klasse von 1977.
- William „Pop“ Gates (NBL-Spieler der Tri-Cities Blackhawks und Mitglied der Harlem Globetrotters sowie der Long Island Grumman Flyers) mit der Klasse von 1989.
- Nate „Sweetwater“ Clifton (später Harlem Globetrotters, New York Knicks, Fort Wayne Pistons und moderne ABL) mit der Klasse von 2014 als Förderer (Contributor).
- John „Boy Wonder“ Isaacs (panamaischer NBL-Spieler der Long Island Grumman Flyers, ABL-Spieler mit Brooklyn und Saratoga) mit der Klasse von 2015.
- Zachary „Zack“ Clayton (auch Mitglied der Harlem Globetrotters) mit der Klasse von 2017.
- Clarence „Fats“ Jenkins (spielte für Cumberland Poseys Loendi Big Five, Captain der Rens von 1925 bis 1939, Gründer der Chicago Crusaders und Baseballspieler der New York Black Yankees) mit der Klasse von 2021.

### Weitere bedeutende Spieler
| - William „Dolly“ King (LIU-Spieler unter Clair Bee, NBL-Spieler der Rochester Royals) - John „Casey“ Holt (spielte auch Baseball) - Eyre „Bruiser“ Saitch (schwarzer ATA-Tennismeister von 1926) - „Wee“ Willie Smith (NBL-Spieler der Cleveland Chase Brassmen) - David „Big Dave“ DeJernett (Teammate von John Wooden, später Coach des NBA-Teams der Indianapolis Jets) | - Clarence „Puggy“ Bell (MVP des World Professional Basketball Tournaments) - James „Pappy“ Ricks - Jackie „Gorilla“ Bethards (Clown Prince (!) der Savoy Big Five (!) und der Crusaders) - „BrickTop“ Wright - William „Bill“ Yancey |